# 3434 Hurless
A 3434 Hurless (ideiglenes jelöléssel 1981 VO) a Naprendszer kisbolygóövében található aszteroida. Brian A. Skiff fedezte fel 1981. november 2-án.